# Jutta Langenau
Jutta Langenau (Érfurt, Alemania, 10 de octubre de 1933 - Érfurt, Alemania, 9 de julio de 1982) fue una nadadora especializada en pruebas de estilo mariposa. Fue campeona de Europa en 100 metros mariposa durante el Campeonato Europeo de Natación de 1954, donde batió el récord del mundo con un tiempo de 1:16.6.

## Palmarés internacional
| Campeonato Europeo de Natación | Campeonato Europeo de Natación | Campeonato Europeo de Natación | Campeonato Europeo de Natación |
| Año                            | Lugar                          | Medalla                        | Prueba                         |
| ------------------------------ | ------------------------------ | ------------------------------ | ------------------------------ |
| 1954                           | Turín (Italia)                 | Medalla de oro                 | 100 m mariposa                 |